# University of Alabama Women's Volleyball
La University of Alabama Women's Volleyball è la squadra pallavolo femminile appartenente alla University of Alabama, con sede a Tuscaloosa (Alabama): milita nella Southeastern Conference della NCAA Division I.

## Storia
Il programma di pallavolo femminile della University of Alabama viene fondato nel 1974, partecipando all'AIAW Division I prima di essere chiuso nel 1981, anno nel quale si erano affiliate alla Southeastern Conference. Le Crimson Tide riprendono le attività nel 1989, giocando nuovamente nella Southeastern Conference, ora in NCAA Division I: raccolgono qualche sporadica apparizione in post-season, dove al massimo raggiungono il secondo turno.

## Record
| Piazzamento          |   | Edizione                              |
| -------------------- | - | ------------------------------------- |
| Tornei NCAA          | 5 | Secondo turno: 1 2014                 |
| Tornei NCAA          | 5 | Primo turno: 4 2005, 2006, 2007, 2013 |
| Titoli di conference | 1 | Southeastern Conference: 1 1997       |

## Conference
- Southeastern Conference: 1981
- Southeastern Conference: 1989-

## All-America

### Third Team
- Krystal Rivers (2014)

## Allenatori
- Stephanie Schleuder: 1974-1981
- Dorothy Franco-Reed: 1989-1995
- Judy Green: 1996-2010
- Ed Allen: 2011-